# Listă de antrenori de fotbal români expatriați
Aceasta este lista antrenorilor români care au antrenat sau antrenează în străinătate.

## Africa de Sud
- Ted Dumitru (Africa de Sud)

### Premier Soccer League
- Ted Dumitru ( Kaizer Chiefs,  Mamelodi,  Orlando, Manning Rangers)

### National First Division
- Mario Marinică (Black Leopards)

## Albania

### Prima Divizie Albaneză
- Aurel Țicleanu ( KS Dinamo Tirana, KS Lushnja)

## Algeria
- Mircea Rădulescu (Algeria)

### Ligue Professionnelle 1
- Alexandru Moldovan ( Kabylie)
- Virgil Popescu ( Kabylie)

## Arabia Saudită
- Cosmin Olăroiu (Arabia Saudită)

### Liga Profesionistă din Arabia Saudită
- Daniel Isaila (Al-Hazem)
- Ioan Andone ( Al-Ettifaq)
- Ilie Balaci (Al-Nassr,  Al-Hilal, Al-Nahda)
- Ladislau Boloni ( Al-Ittihad)
- Marian Bondrea (Al-Riyadh)
- Liviu Ciubotariu (Al-Faisaly)
- Constantin Gâlcă (Al-Taawon, Al-Fayha)
- Marin Ion ( Al-Ettifaq)
- Anghel Iordănescu ( Al-Hilal,  Al-Ittihad)
- Viorel Kraus (Al-Raed)
- Marian Mihail (Al-Riyadh)
- Alexandru Moldovan (Al-Tai, Al-Jabalain)
- Eugen Moldovan (Al-Wehda)
- Gigi Mulțescu (Al-Taawon,  Al-Ettifaq)
- Cosmin Olăroiu ( Al-Hilal)
- Victor Pițurcă ( Al-Ittihad)
- Mircea Rednic (Al-Nassr)
- Laurențiu Reghecampf ( Al-Hilal)
- Costică Ștefănescu (Najran)
- Eusebiu Tudor ( Al-Ettifaq, Al-Shoalah)

### Prima Divizie Saudită
- Viorel Kraus (Al-Taawon)
- Aurel Țicleanu (Ohud Medina)
- Valeriu Tița (Al-Orobah)

## Armenia
- Mihai Stoichiță (Armenia)

### Prima Ligă Armeană
- Mihai Stoichiță ( Pyunik Erevan)

## Australia

### NSW 1
- Nicolae Simatoc (Budapest Sydney)

## Austria

### Regionalliga Ost
- Sandu Tăbârcă (Waidhofen/Ybbs)

### 1. Niederösterreichische Landesliga
- Sandu Tăbârcă (SKU Amstetten)

### 2. Landesliga West
- Sandu Tăbârcă (SKU Amstetten)

## Azerbaidjan

### Prima Ligă Azeră
- Dorinel Munteanu ( Gabala)
- Mircea Rednic ( Khazar Lankaran)

## Bahrain
- Alexandru Moldovan (Bahrain)

### Prima Ligă a Bahrainului
- Ion Moldovan (Al-Muharraq)

## Bangladesh
- Aurel Țicleanu (Bangladesh U-20)

## Belgia

### Jupiler Pro League
- Ladislau Bölöni ( Standard Liège)
- Norberto Höfling ( Club Brugge,  Anderlecht, Daring Club Brussels)
- Mircea Rednic ( Standard Liège,  Gent,  Mouscron)

### Tweede Klasse
- Norberto Höfling ( Club Brugge, Racing White Brussels, AS Oostende,  Gent)

### Derde Klasse
- Norberto Höfling (AS Oostende)

## Bulgaria

### A PFG
- Ioan Andone ( ȚSKA Sofia)
- Edward Iordănescu ( ȚSKA Sofia)
- Laurențiu Reghecampf ( Litex Loveci)
- Mihai Stoichiță ( Litex Loveci)

## China

### SuperLiga Chineză
- Cosmin Contra (Guangzhou R&F)
- Viorel Hizo (Chongqing Lifan)
- Cosmin Olăroiu (Jiangsu Suning)
- Dan Petrescu (Jiangsu Suning)

## Cipru

### Prima Divizie Cipriotă
- Ioan Andone ( Omonia,  Apollon)
- Constantin Cernăianu ( Olympiakos)
- Ilie Dumitrescu (Alki Larnaca,  Apollon)
- Anghel Iordănescu ( Anorthosis)
- Eugen Neagoe ( Aris Limassol)
- Nicolae Simatoc ( AEL Limassol)
- Mihai Stoichiță ( Aris Limassol,  AEL Limassol,  Apollon)
- Aurel Țicleanu (Evagoras Paphos)

### A Doua Divizie Cipriotă
- Eugen Neagoe (ASIL Lysi)

## Croația

### Prva HNL
- Virgil Popescu (HNK Rijeka)

## Egipt
- Mircea Rădulescu (Egipt)

### Prima Ligă Egipteană
- Alexandru Moldovan (Al-Masry)

### A Doua Divizie Egipteană
- Constantin Oțet (Ala'ab Damanhour)

## Elveția

### Superliga Axpo
- Radu Nunweiller ( Lausanne, Yverdon-Sport)
- Virgil Popescu ( St. Gallen)

### Challenge League
- Zoltán Kádár ( Winterthur)
- Radu Nunweiller (Martigny-Sports,  Étoile Carouge⁠(d), CS Chênois, Yverdon-Sport)

### 1. Liga Promotion
- Radu Nunweiller (Martigny-Sports)

### 1. Liga Classic
- Zoltán Kádár (FC Frauenfeld)

## Emiratele Arabe Unite

### UAE League
- Ioan Andone (Al-Ahli Dubai)
- Ilie Balaci (Al-Shabab Dubai, Al-Ain, Al-Ahli Dubai)
- Ladislau Bölöni (Al-Jazira, Al-Wahda)
- Marin Ion (Dubai Club, Al-Dhafra)
- Anghel Iordănescu (Al-Ain)
- Alexandru Moldovan (Al-Qadsia)
- Cosmin Olăroiu (Al-Ain, Al-Ahli Dubai)
- Costică Ștefănescu (Al-Tadhamon)
- Marius Șumudică (Al-Shaab)
- Valeriu Tița (Al-Sharjah)

### UAE Division 1
- Adrian Falub (Al-Urooba)

## Eritreea
- Dorian Marin (Eritreea, Eritreea U-17)

## Eswatini
- Ted Dumitru (Eswatini)

## Insulele Feroe

### Effodeildin
- Ion Geolgău (HB Tórshavn, B36 Tórshavn)

## Franța
- Ștefan Kovacs (Franța)

### Ligue 1
- Ladislau Bölöni ( Nancy,  Rennes,  Monaco,  Lens)
- Ștefan Kovacs ( Monaco)
- Elek Schwartz ( Cannes,  Le Havre,  Strasbourg)
- Adrian Ursea ( Nice)

### Ligue 2
- Ladislau Bölöni ( Nancy)
- Elek Schwartz ( Monaco)

### Championnat National
- Elek Schwartz (SR Haugenau)

## Germania

### Bundesliga
- Elek Schwartz (Hamborn,  Rot-Weiss Essen,  Eintracht Frankfurt)

### 2. Bundesliga
- Elek Schwartz (Hamborn)

### Regionalliga Süd
- Elek Schwartz ( 1860 München)

### Regionalliga Südwest
- Virgil Popescu (Wormatia Worms)

### Regionalliga Bayern
- Octavian Popescu ( 1860 München)

### Verbandsliga Südbaden
- Octavian Popescu (Offenburger FV)

## Ghana
- Dumitru Nicolae (Ghana)

### Prima Ligă Ghaneză
- Aristică Cioabă ( Aduana Stars)
- Dorian Marin (King Faisal Babes)

## Grecia

### Superliga Greacă
- Ladislau Bölöni ( PAOK)
- Sorin Cârțu (Veria)
- Ștefan Kovacs ( Panathinaikos)
- Ilie Dumitrescu ( AEK Atena, Egaleo, Akratitos, Kallithea,  PAOK,  Panthrakikos)
- Țiți Dumitriu ( AEK Atena,  Panionios, Akratitos)
- Emerich Jenei ( Panionios)
- Răzvan Lucescu ( Xanthi)
- Ilie Oană ( Panserraikos)
- Ștefan Stoica (Veria)
- Marius Șumudică (Nea Kavala)

## Iordania

### Prima Ligă Iordaniană
- Aristică Cioabă (Shabab Al-Ordon)
- Eugen Moldovan (Shabab Al-Ordon)
- Valeriu Tița (Al-Faisaly)

## Irak
- Cornel Drăgușin (Irak)

### Prima Ligă Irakiană
- Marin Ion (Zakho FC)
- Ilie Stan (Zakho FC)

## Iran

### A Doua Divizie Iraniană
- Ștefan Stănculescu (Aboumoslem)

## Islanda

### Úrvalsdeild
- Ion Geolgău (Fram Reykjavík)

## Israel

### Liga Leumit
- Costică Ștefănescu ( Hapoel Tzafririm⁠(d))

## Italia

### Serie A
- Mircea Lucescu (Pisa,  Brescia,  Reggiana,  Inter Milano)

### Serie B
- Mircea Lucescu ( Brescia)

### Lega Pro / Serie C
- Norberto Höfling ( Pro Patria)

### Juniori
- Ciprian Cezar Tudorascu ( Pordenone/ex-Veneto, VARFM Inter, Atalanta BC)

## Japonia

### J. League
- Nicolae Zamfir ( JEF United Chiba⁠(d))

## Kazahstan

### Prima Ligă Kazahă
- Ioan Andone (FC Astana, FC Aktobe)

## Kuwait
- Mihai Stoichiță (Kuwait)

### Kuwaiti Premier League
- Ilie Balaci (Kazma SC)
- Aristică Cioabă (Al-Shabab FC)
- Marin Ion (Kuwait SC)
- Marian Mihail (Al-Jahra)
- Alexandru Moldovan (Al-Salmiya, Al-Jahra, Al-Tadhamon)
- Eugen Moldovan (Al-Sahel)
- Mihai Stoichiță (Al-Salmiya)
- Aurel Țicleanu (Al-Sahel, Al-Jahra)
- Valeriu Tița (Al-Nasr SC)

## Liban

### Prima Ligă Libaneză
- Ion Bogdan (Al-Shabiba, Racing Beirut)
- Dorian Marin (Racing Beirut)
- Eugen Moldovan (Sagesse, Racing Beirut)
- Valeriu Tița (Al-Safa, Al-Nejmeh)

## Libia
- Ion Moldovan (Libia)
- Titus Ozon (Libia)

### Prima Ligă Libiană
- Ion Moldovan (Al-Ittihad Tripoli)

## Maroc
- Traian Ionescu (Maroc U-20)
- Virgil Mărdărescu (Maroc)
- Virgil Popescu (Maroc U-23)

### Botola
- Ilie Balaci (Olympique Casablanca,  Raja)
- Alexandru Moldovan (MAS Fez, Union Sidi Kacem,  Raja,  Wydad)
- Eugen Moldovan (Ittihad Khemisset, Hassania Agadir, CODM Meknès)
- Ion Motroc (MC Oujda,  Raja)
- Virgil Popescu (KAC Kénitra)
- Aurel Țicleanu (MAS Fez, Hassania Agadir)

## Republica Moldova
- Gabi Balint (Moldova)

### Divizia Națională
- Gabi Balint ( Sheriff Tiraspol)
- Ștefan Stoica ( Milsami)
- Mihai Stoichiță ( Sheriff Tiraspol)
- Gabriel Stan ( Ursidos,  Milsami)
- Flavius Stoican ( Zimbru)

## Namibia
- Ted Dumitru (Namibia)

## Țările de Jos
- Elek Schwartz (Țările de Jos)

### Eredivisie
- Ștefan Kovacs ( Ajax)
- Norberto Höfling ( Feyenoord)
- Mircea Petescu (Telstar,  Sparta Rotterdam)
- Elek Schwartz ( Sparta Rotterdam)

### Eerste Divisie
- Mircea Petescu ( Dordrecht⁠(d),  Go Ahead Eagles)

## Oman

### Liga Omanului
- Aristică Cioabă (Saham Club, Al-Oruba)
- Dorian Marin (Al-Nassr Oman)
- Eugen Moldovan (Al-Seeb)
- Ilie Stan (Al-Seeb)
- Cornel Țălnar (Oman Club)

## Panama
- Mihai Stoichiță (Panama)

## Polonia

### Ekstraklasa
- Dan Petrescu ( Wisła Cracovia)
- Virgil Popescu ( Legia Varșovia)

### I Liga
- Laurențiu Tudor (Flota Świnoujście)

## Portugalia

### Primeira Liga
- Ladislau Bölöni ( Sporting)
- Wilhelm Possak ( Sporting)
- Elek Schwartz ( Benfica,  Porto)

## Qatar

### Qatar Stars League
- Ilie Balaci ( Al-Arabi)
- Ladislau Bölöni (Al-Khor)
- Răzvan Lucescu (El-Jaish)
- Cosmin Olăroiu ( Al-Sadd)
- Dan Petrescu ( Al-Arabi)
- Costică Ștefănescu (Al-Wakrah, Al-Shoala, Al-Shamal)

## Rusia

### Prima Ligă Rusă
- Dan Petrescu ( Kuban Krasnodar,  Dinamo Mos.)
- Dorinel Munteanu ( Saransk,  Kuban Krasnodar)
- Mircea Rednic ( Alania)

## Singapore

### S.League
- Doru Isac (Clementi Khalsa)

## Siria
- Cornel Drăgușin (Siria)
- Mircea Rădulescu (Siria)
- Valeriu Tița (Siria)

### Prima Ligă Siriană
- Marian Bondrea (Hurriya)
- Dorian Marin (Hutteen, Qardaha, Tishreen)
- Marian Mihail (Al-Qardaha, Al-Jaish)
- Constantin Oțet (Al-Jaish)
- Costică Ștefănescu (Al-Jaish, Al-Wahda)
- Valeriu Tița (Al-Ittihad Aleppo, Al-Wahda)

## Spania

### La Liga
- Cosmin Contra ( Getafe)
- Costel Gâlcă ( Espanyol)

### Segunda División
- Nicolae Simatoc ( Sabadell⁠(d))

### Segunda División B
- Cosmin Contra (Fuenlabrada)
- Nicolae Simatoc (Lleida)

### Tercera División
- Costel Gâlcă (Almería B)

## Sudan

### Prima Ligă Sudaneză
- Ion Motroc (Al-Merrikh)

## Tunisia

### Championnat de Tunisie
- Ilie Balaci ( Africain)
- Alexandru Moldovan ( Stade Tunisien,  Olympique Béja,  Bizertin)
- Mircea Rădulescu ( Africain)

## Turcia

### Superliga Turciei
- Marian Bondrea ( Altay⁠(d))
- Gheorghe Constantin (Zeytinburnuspor)
- Ilie Datcu ( Fenerbahçe)
- Ted Dumitru ( Altay⁠(d),  Beșiktaș, Mersin İdmanyurdu)
- Gică Hagi ( Bursaspor,  Galatasaray)
- Traian Ionescu ( Fenerbahçe)
- Mircea Lucescu ( Galatasaray,  Beșiktaș)
- Ion Motroc (Mersin İdmanyurdu)
- Gigi Mulțescu (Samsunspor,  Erciyesspor, Adanaspor,  Ankaragücü,  Gaziantepspor)
- Ion Nunweiller ( Bursaspor)
- Octavian Popescu ( Eskişehirspor, Malatyaspor)
- Mihai Stoichiță ( Ankaragücü)
- Marius Șumudică ( Kayserispor)
- Constantin Teașcă ( Fenerbahçe)

### A Doua Ligă TFF
- Gigi Mulțescu (Kahramanmarașspor)
- Octavian Popescu (Mersin İdmanyurdu)

## Ucraina

### Prima Ligă Ucraineană
- Mircea Lucescu ( Șahtior Donețsk)

## Uganda

### Super Liga Ugandei
- Dorian Marin (Nalubaale, Uganda Revenue Authority)

## Ungaria
- Emerich Jenei (Ungaria)

### Nemzeti Bajnokság I
- Emerich Jenei ( MOL Fehérvár)
- Francisc Rónay ( CA Oradea)
- Tibor Selymes ( FC Sopron⁠(d), Kaposvári Rákóczi)

## Zair
- Ștefan Stănculescu (Zair)

## Zambia
- Ted Dumitru (Zambia)